# Sheykh Kānlū
Sheykh Kānlū (persiska: شیخ کانلو) är en ort i Iran.   Den ligger i provinsen Khorasan, i den nordöstra delen av landet, 600 km öster om huvudstaden Teheran. Sheykh Kānlū ligger 1 773 meter över havet och antalet invånare är 104.
Terrängen runt Sheykh Kānlū är kuperad. Runt Sheykh Kānlū är det ganska glesbefolkat, med 38 invånare per kvadratkilometer. Närmaste större samhälle är Shāh Rag, 7,4 km sydost om Sheykh Kānlū. Trakten runt Sheykh Kānlū består i huvudsak av gräsmarker.